# Malyj Balyk
Il Malyj Balyk (in russo Малый Балык?) è un fiume della Russia, nella Siberia occidentale, affluente di sinistra del Bol'šoj Balyk. Scorre nel Neftejuganskij rajon del Circondario autonomo degli Chanty-Mansi-Jugra. 
Il fiume ha origine e scorre pianura del medio Ob' (Средне-Обская низменность) in direzione nord-occidentale nell'alto corso. In seguito gira a nord-est. La sua lunghezza è di 204 km. L'area del bacino è di 2520 km². Sfocia nel Bol'šoj Balyk a 35 km dalla foce. 